# 蒙古征服基輔羅斯
蒙古征服基辅罗斯是蒙古帝国西征时期征服基辅罗斯的战争，期間梁赞、科洛姆纳、莫斯科、弗拉基米尔、基辅等无数城市被摧毀。俄羅斯人將蒙古人統治俄羅斯的這段時間稱為「韃靼枷鎖」。

## 成吉思汗时期
1220年征服花剌子模后。1220年铁木真派遣手下两员大将哲別和速不台统帅25000人的蒙古军从撒马尔罕州出发，继续向西进军，攻占了诸如：克里米亚苏达克城、奥可斯、木鹿、苏萨、纳西切万、比特利斯、阿尔吉斯、蔑剌合、迪亚巴克尔、埃尔比勒地区、刚加、尼西比斯地区、阿尼、卡尔斯城、锡瓦斯、额尔哲鲁木城、埃尔津詹、托卡特、开塞利城、起剌特、阿米德、保加尔人的卡马突厥国、蔑怯思城赞瞻、剌夷（今德黑兰之南）、蔑剌合、图斯、可疾云、西模娘（今伊朗德黑兰省塞姆南）、沙马哈、屠杀，投降归顺的除外，和进攻当时高加索的亚美尼亚王国、格鲁吉亚王国、阿塞拜疆王国、罗姆苏丹国（1221—1222年）、之后哲别和速不台统帅的25000人的蒙军折转北向逾越太和岭（今高加索山）的打耳班关隘，进攻当时的钦察人和保加尔人的卡马突厥国、并在迦勒斯河战役打败基辅大公统帅的军队，之后继续向西进攻，沿着今乌克兰（当时这里还不完全属于基辅罗斯的疆土）一路杀掠到克里米亚半岛，之后在此杀掠之后继续向西折转进军到今乌克兰西部的德涅斯特河，但是由于无法渡河，于是折转东返，东北向进军围攻基辅罗斯的政治中心基辅，但未能攻陷，之后继续东北向进军，并相继渡过第聂伯河和顿河，于1223年9月征伐当时的伏尔加河中上游河谷的伏尔加保加利亚王国，在此杀掠之后，相继渡过伏尔加河和乌拉尔河，于后于1223年向东返与当时于1222年从印度河河谷率领蒙古军主力撤军北返，并北向经过当时的旁遮普、阿拉霍西亚、德兰吉亚那、逾越兴都库什山脉、巴克特里亚之后渡过阿姆河并且穿越锡尔河和阿姆河之间的中亚河中地区（马尔基安娜、索格狄亚那）于来到锡尔河河谷，于1223年在此汇合，并再次召开了一次觐见大典，当时有很多西方国家都派遣使者来于蒙古帝国交好，包括神圣罗马帝国的罗马教皇使者，之后于1224年的夏天来到额敏河和裕勒都斯河河谷，1225年的夏天回到蒙古帝国本土斡难河河源一带和哈拉和林一带（参见蒙古征服花剌子模）。

## 窝阔台时期
成吉思汗死后其子窝阔台继任蒙古大汗。1236年蒙古大军开始进攻钦察和基辅罗斯；灭保加尔人的卡马突厥国并摧毁其都城；攻占了蔑怯思城、里亚赞、科罗姆纳、莫斯科（1238年2月）、苏兹达尔、弗拉基米尔城、雅罗斯拉夫城、特维尔城、切尔尼戈夫、乞瓦基辅（1240年12月6日）、加利奇国、赫梅尔尼克、桑多梅日城、克拉科夫城、摩拉维亚、奥拉迪亚、琼纳德、佩斯城、斯普利特、科托尔等二十几个城市。

## 战争结局
1240年12月6日成吉思汗的孙子拔都攻占基辅。1242年拔都在萨莱（今伏尔加河下游阿斯特拉罕附近）定都，正式建立金帐汗国。拔都的弟弟昔班（朮赤的第五个儿子）西征立了大功，拔都分给了他一片领地，昔班便在乌拉尔山以东的鄂毕河与额尔齐斯河之间，建立了他自己的营帐；版图最远至哈萨克的阿克托贝，称蓝帐汗国。拔都的兄长鄂尔达让位给拔都，所以拔都将东方锡尔河一带分给哥哥，鄂尔达一系建立了白帐汗国。别儿迪别死后，金帐汗绝后，汗位由大臣马麦控制，白帐汗国的脫脫迷失统一金帐汗国后，汗位基本上由白帐汗出任。